# Naruto Shippūden: Tòa tháp bị mất
Naruto Shippuden: Tòa tháp bị mất (劇場版 NARUTO-ナルト-疾風伝 ザ・ロストタワー Gekijōban Naruto Shippūden: Za Rosuto Tawā) là phim Naruto thứ 7 và phim Naruto Shippūden thứ 4. Phim được công chiếu vào ngày 31 tháng 7 năm 2010.Phiên bản DVD phi được phát hành vào ngày 27 tháng 4 năm 2011. và phát sóng vào thứ 6 ngày 13 tháng 3 năm 2015 trên kênh HTV3.

## Nội dung
Yamato, Uzumaki Naruto, Haruno Sakura và Sai được giao nhiệm vụ truy bắt tên ninja lưu vong Mukade, tất cả họ đều mang theo bên mình Dao Chakra để đối phó với thuật Khối Luỹ. Họ lên đường đến khu tàn tích có nền lịch sử huy hoàng một thời của Rōran, thành phố với hàng nghìn ngọn tháp nằm giữa sa mạc. Sau khi đánh bại những con rối của Mukade, họ tìm thấy hắn dưới lòng đất bên cạnh phong ấn của Ryūmyaku do ngài Hokage Đệ Tứ yểm lên. Hắn tiết lộ mục tiêu là du hành về quá khứ, hấp thụ sức mạnh của Ryūmyaku để cai trị Ngũ Đại Cường Quốc. Hắn phá vỡ phong ấn, giải phóng sức mạnh của Ryūmyaku. Naruto chạy đến ngăn cản hắn nhưng bị một nguồn sáng trùm lấy, Yamato dùng thuật Mộc độn cứu cậu và cả hai cũng bị nguồn sáng đó nuốt chửng. Sakura cố gắng đến cứu nhưng Sai lại ngăn Sakura, kéo cô lên cùng với con chim mực, lúc đó Sakura gào lên tên của Naruto. 
Khi Naruto tỉnh dậy, cậu nhìn thấy một cô gái lạ đang hát và ngay lập tức bỏ chạy khi nhìn thấy cậu. Naruto sau đó tiếp xúc với một anh chàng đeo mặt nạ, người đã giải cứu cậu khỏi đội quân rối. Anh ta nói với Naruto rằng anh ta cũng là một ninja làng Lá, mở một phần mặt nạ của mình để lộ ra biểu tượng làng Lá trên băng đeo trán của mình, và bảo cậu rời khỏi thành phố, cậu chấp nhận. Tuy nhiên, khi sắp rời khỏi Rōran, Naruto nhớ lại những gì đã xảy ra trước khi bất tỉnh và quyết định đi gặp những người khác. Sau đó, cậu nhận thấy có một lễ hội đang diễn ra và phát hiện cô gái trẻ mà anh đã gặp hồi nãy, bây giờ là nữ hoàng của Rōran, Sāra. Khi cô chào đón đám đông đang vui mừng kêu gọi mình, một người nào đó ở đằng sau đã đẩy cô ngã. Naruto giải cứu cô và sau đó họ tự giới thiệu với nhau sau khi Sāra lầm tưởng anh là kẻ xấu. Naruto hỏi cô ấy liệu có ai đó muốn ám sát cô không, nữ hoàng trẻ liền không đồng ý với điều đó. Sau đó, nhóm người cứu cậu hồi nãy xuất hiện, một người trong đó mắng cậu đã không giữ lời hứa. Naruto đáp lại rằng cậu không còn lựa chọn nào khác và nói cho anh biết chuyện gì đã xảy ra với cậu tại hành lang cung điện.
Chuyển cảnh là hồi ức về 20 năm trước tại làng Lá, Minato xuất hiện cùng với thầy Jiraya. Sau đó, Shizune, Maito Gai, Sarutobi Asuma và Hatake Kakashi hồi nhỏ được nhìn thấy đang chờ đợi trong một hàng dài tại buổi khai trương quán Ramen Ichiaku. Cảnh tiếp theo tại toà nhà Hokage, ngài Đệ Tam đã nghe nói về kế hoạch xấu xa của Anrokuzan, và cử Namikaze Minato, Aburame Shibi, Akimichi Chōza và theo yêu cầu của Minato, Hatake Kakashi sẽ tham gia nhiệm vụ với nhóm. 
Quay lại hiện tại, nhìn thấy tình hình như vậy, nhóm của anh đành phải giải thích. Họ gỡ mặt nạ ra, những người đó là Minato, Chōza và Shibi (thật sự Naruto không hề biết họ). Minato nói 6 năm trước có một ninja từ tương lai đến đây giống như cách mà Naruto đến. Khi Naruto hỏi mình có thể quay lại hiện tại được không, Minato trả lời chỉ khi cậu đánh bại tên Mukade trước khi hắn hấp thụ phong ấn. Naruto nhận xét Minato trông rất giống Hokage Đệ Tứ. Shibi nói với Naruto điều đó là không thể, vì hiện tại Hokage đương nhiệm vẫn là Đệ Tam. Nhưng Chōza nói rằng Naruto đến từ tương lai, có khả năng Minato thực sự là Đệ Tứ. Minato chỉ trả lời là nếu biết quá nhiều thì lịch sử sẽ bị thay đổi. Minato kể cho Naruto về vị trí Ryūmyaku ở dưới lòng đất và suy đoán kế hoạch của Mukade dùng nó để phát triển đội quân rối. Sāra phản đối, cho rằng 6 năm trước không có ninja nào tên Mukade xuất hiện mà là người vĩ đại tên Anrokuzan, cũng không tin rằng ông ta đang lên kế hoạch chống lại cô. Minato cho rằng hắn đã lừa cô trong thời gian qua, Sāra nghe vậy khó chịu bỏ đi. Sau đó, Minato đưa cậu thanh kunai và nó là một thanh kunai đặc chế riêng, cho phép anh dịch chuyến đến chỗ Naruto để giúp cậu.
Khi Sāra đang đi dạo một mình dọc theo hành lang cung điện, một người nào đó tấn công cô từ phía sau và đưa cô vào một căn phòng tối có 12 người. Họ yêu cầu Sāra trả người, khiến cô rất bối rối. Naruto vào phòng để giúp cô, phát hiện ra nhóm người bao gồm phụ nữ và trẻ em, họ không có ý định làm tổn thương Sāra ngay từ đầu. Mọi người di chuyển đến chỗ mà Sāra nói có cảm giác khác biệt khi xem buổi lễ, đột nhiên một đứa trẻ trong nhóm nói rằng Sāra bị gọi là con rối đang bị người khác điều khiển, trưởng nhóm liền mắng cậu. Sau đó Sāra hỏi cô ấy về tin đồn, cô ấy nói rằng đó hoàn toàn là sự thật. Cô nói thêm hầu hết những nam nhân bị bắt đi theo lệnh của nữ hoàng, Sāra trả lời rằng cô chưa bao giờ ra lệnh như vậy. Cô tiết lộ tin đồn về vũ khí đang được phát triển để tiến hành chiến tranh, Sāra thắc mắc tại sao mọi người lại chào đón cô nồng nhiệt như vậy, cậu nhóc hồi nãy liền nói nhìn kĩ thì không ai vui cả. Naruto nhận thấy có điều gì đó không đúng trong đám đông, cậu ném con dao cắt đứt các sợi chakra, chứng minh rằng đám đông "vui vẻ" đều là những con rối được điều khiển bởi chakra của Ryūmyaku, với một con rối của chính Sāra xuất hiện trên ban công phía trên. Sāra phản đối và bỏ đi sau khi Naruto cho là tên Mukade muốn biến cô thành con rối. Naruto gặp cô tại một bậc thang, sau một hồi nói chuyện về những kỉ niệm, họ lên đường để đi tìm sự thật về thành phố này. Cô thề trên danh dự nữ hoàng, nhất định sẽ cứu họ.
Naruto và Sāra thâm nhập vào nhà máy, vị trí sau khi Sāra xác định điểm bắt đầu của đường ống và năng lượng của Ryūmyaku tập trung ở đây, họ thấy tất cả nam nhân bị xiềng xích và buộc phải lao động để chế tạo rối. Đối mặt với Anrokuzan, Sāra ra lệnh cho hắn thả những người ở đó. Naruto khuyên Sāra cứu mọi người rồi chạy đi, còn cậu ở lại chiến đấu với hắn, rồi bị tên đó nhốt lại trong cơ thể rối. Sau đó hắn thừa nhận đã giết mẹ của Sāra, cố nữ hoàng Sēramu, vì bà đã nhìn thấu kế hoạch của hắn và từ chối làm việc với hắn. Bây giờ, vì Sāra không còn giá trị gì với hắn nữa, hắn cười, nói Sāra chỉ là một "con rối lớn", hắn sẽ giết cô và chiếm lấy thế giới. Hắn ta dùng phi tiêu định giết cô, nhưng bị cản lại bởi chakra Cửu Vỹ đang rò rỉ ra ngoài của Naruto. Dưới sự kiểm soát của Mukade, đội quân rối có thể tấn công nhờ sử dụng chakra của Ryūmyaku. May thay, nhóm của Minato đã đến ứng cứu kịp thời.
Sau khi trở thành con rối khổng lồ, Mukade có thể sử dụng các mảnh vỡ để tái tạo bản thân khỏi bất kỳ cuộc tấn công nào, đây là một phần trong thuật tái tạo của hắn với sức mạnh của Ryūmyaku. Shibi và Chōza không thể đánh bại khi hắn tiếp tục tự hồi phục. Sau đó, Shibi chuyển một lời nhắn cho Minato, thông báo hắn đã hấp thụ được nguồn chakra của Ryūmyaku, cùng lúc Sāra và những người dân đang đi đến chỗ gần trung tâm của Ryūmyaku, Mukade không thể tiếp cận được vì nó được bảo vệ nghiêm ngặt. Khi chiến đấu với Anrokuzan, Naruto sử dụng Rasengan, khiến Minato bất ngờ. Naruto dễ dàng bị Mukade đánh bại, Minato đến giải cứu cậu ấy ngay trước khi Mukade ra đòn cuối cùng. Minato yêu cầu Naruto bảo vệ người dân trong khi anh ngăn Mukade tiếp cận họ, với lại Minato có thể xác định được điểm yếu của Mukade, Naruto đồng ý. 
Mukade đã vượt qua Minato và nhắm đến việc giết Sāra đang cố gắng phong ấn Ryūmyaku. Minato sau đó gặp Naruto và nói với cậu rằng anh đã tìm ra cách để đánh bại Mukade và anh cần Naruto thực hiện Rasengan cho anh. Khi Naruto nói rằng cậu không còn đủ chakra, Minato nói với cậu rằng cậu sẽ cho cậu mượn chakra của mình. Naruto nói rằng điều đó là không thể, những người duy nhất có thể thực hiện Rasengan là Jiraiya, chính cậu và Hokage Đệ Tứ. Minato mỉm cười và nói với Naruto rằng anh cũng có thể thực hiện Rasengan. Anh dễ dàng tạo ra một Rasengan trên bàn tay của Naruto rồi tạo một Rasengan khác. Anh nói với Naruto đây là sự cộng hưởng khi kết hợp hai nguồn chakra lại, một Rasengan mạnh nhất sẽ được tạo ra, nói xong thì anh kết hợp Rasengan của mình với Rasengan của Naruto, tạo ra Thái Cực Rasengan huyền thoại. Hầu như Sāra đã phong ấn Ryūmyaku kịp thời, khiến Mukade không thể sử dụng thuật tái tạo của mình. Minato chạy đi và nói với Naruto rằng đây là lúc để tấn công tên Mukade, Naruto tấn công và đã thành công. Mukade nói hắn không thể chết và hắn muốn bọn họ phải chết chung. Khi sàn gạch sụp đổ, hắn rơi xuống hồ chakra của Ryūmyaku. Sāra vẫn được nhìn thấy trên sàn gạch đổ nát, Naruto cố gắng bắt được cô ấy, nhưng rơi xuống với Minato. Yamato đến, kịp thời sử dụng thuật Mộc độn của mình để cứu Naruto, Sāra và Minato. Minato yêu cầu Naruto trả lại kunai Phi Lôi Thần của mình để phong ấn hoàn toàn Ryūmyaku. Một ánh sáng màu xanh rực rỡ hiện ra khi Minato phong ấn Ryūmyaku.
Cơ thể của Naruto và Yamato bắt đầu phát sáng. Minato nói rằng vì Mukade đã chết, phong ấn thời gian bị phá vỡ, điều đó có nghĩa là Naruto và Yamato sẽ quay trở lại thời đại của họ. Khi Yamato gặp Minato, Yamato đã cúi chào anh và nói rằng rất vinh dự khi được gặp anh. Naruto định nói với Yamato rằng Minato là Hokage Đệ Tứ nhưng bị Minato ngắt lời, Minato nói đã đến lúc phải chia tay. Để ngăn lịch sử thay đổi, Minato nói rằng tốt nhất là xóa ký ức của mọi người. Naruto thắc mắc với Minato là lúc trước anh nói bọn họ sẽ nói chuyện với nhau sau khi đánh bại Mukade, Minato trả lời có, nhưng không phải bây giờ, đợi khi nào gặp lại, anh sẽ nói rõ cho cậu biết. Naruto xin anh nói ngay bây giờ vì sẽ không còn cơ hội. Naruto nói Minato có thể là ba của cậu, Minato đáp lại nếu sau này anh có con trai, anh hi vọng nó sẽ trở thành một ninja giống như cậu. Sau đó Sāra nói với Naruto rằng cô ấy sẽ không bao giờ quên những gì Naruto đã dạy cho cô ấy. Khi Naruto và Yamato dần biến mất, Sāra mỉm cười với Naruto và gọi tên cậu lần cuối.
Ở thời điểm hiện tại, Ryūmyaku do Mukade giải phóng đang tan biến dần. Sakura đang trên con chim mực của Sai kêu tên Naruto. Khi ánh sáng biến mất, Naruto và Yamato xuất hiện, cả hai đều nói không còn nhớ những gì đã xảy ra với mình. Bên ngoài khu tàn tích, một cô gái trẻ đang tiến tới, vẻ ngoài giống Sāra, cô nói cảm thấy có sự hỗn loạn của Ryūmyaku. Cô gái nói rằng cô là con gái của nữ hoàng Rōran trước đây. Cô gái mang trong mình một đoản kiếm của làng Lá và nói với họ rằng mẹ cô đã được trao nó từ một người hùng trong mơ, Naruto sau đó nhận thấy rằng Dao Chakra của chính mình đã bị mất tích. Khi cô gái và những người của cô ấy rời khỏi nơi này, Naruto nói rằng cậu có cảm giác rằng cậu đã nhìn thấy cô ấy trong một giấc mơ rất đẹp. Sakura sau đó nắm lấy, kéo tai Naruto và mắng cậu là một kẻ biến thái.

## Phân vai
| Nhân vật        | Diễn viên lồng tiếng Nhật | Diễn viên lồng tiếng Anh | Diễn viên lồng tiếng Việt |
| --------------- | ------------------------- | ------------------------ | ------------------------- |
| Uzumaki Naruto  | Takeuchi Junko            | Maile Flanagan           | Kim Anh                   |
| Haruno Sakura   | Nakamura Chie             | Kate Higgins             | Kim Ngọc                  |
| Yamato          | Koyama Rikiya             | Troy Baker               | Thiện Trung               |
| Sai             | Hino Satoshi              | Ben Diskin               | Hoàng Khuyết              |
| Namikaze Minato | Morikawa Toshiyuki        | Tony Oliver              | Tuấn Anh                  |
| Kakashi trẻ     | Tamura Mutsumi            | Dave Wittenberg          | Chánh Tín                 |
| Sara            | Saori Hayami              | Eden Riegel              | Ái Phương                 |
| Seramu          | Yumi Toma                 | Mary Elizabeth McGlynnl  | Kim Phước                 |
| Mukade          | Ryuzaburo Otomo           | J.B. Blanc               | Bá Nghị                   |